# Флак
Флак је покрајина у Маурицијусу, која се налази на истоку острва. Главни град покрајине је Центре де Флак. Покрајина има површину од 298 km², и 2000. године је имала 126.839 становника.